# Майоров, Фёдор Сергеевич
Фёдор Сергеевич Майоров (1906—1987) — генерал-майор, работник советских спецслужб, первый начальник Ташкентского суворовского военного училища, один из руководителей Высшей школы МВД СССР.
Родился 15 февраля 1906 года в сельце Городище Богородского уезда Московской области (ныне — рабочий посёлок Свердловский городского округа Лосино-Петровский Московской области). Некоторые источники ошибочно указывают местом рождения Ф. С. Майорова город Малая Вишера Новгородской области.
Учился в Ленинградской военной школе, Военной академии Красной Армии им. М. В. Фрунзе, Высшей военной академии имени К. Е. Ворошилова.
Командовал пограничной заставой на Дальнем Востоке, соединениями войск МВД в Ростове-на-Дону и Свердловске, Отдельным корпусом ГУ охраны на транспорте.
В 1941 году — заместитель начальника Московского пехотного училища в Алма-Ате.
В 1943 году назначен начальником только что созданного в Ташкенте Суворовского военного училища.
В 1944 году Ф. С. Майорову присвоено звание генерал-майора.
В 1953 году руководил Высшей школой МВД СССР.
Заслуженный работник НКВД СССР.
Награждён орденами Ленина и Красного Знамени, двумя орденами Отечественной Войны 1-й степени, двумя орденами Красной Звезды, одиннадцатью медалями.
Скончался в декабре 1987 года в Москве. Похоронен на Кунцевском кладбище Москвы.